# Wizernes
Wizernes és un municipi francès situat al departament del Pas de Calais i a la regió dels Alts de França. L'any 2007 tenia 3.362 habitants.

## Demografia

### Població
El 2007 la població de fet de Wizernes era de 3.362 persones. Hi havia 1.279 famílies de les quals 296 eren unipersonals (142 homes vivint sols i 154 dones vivint soles), 377 parelles sense fills, 497 parelles amb fills i 109 famílies monoparentals amb fills.
La població ha evolucionat segons el següent gràfic:
Habitants censats

### Habitatges
El 2007 hi havia 1.355 habitatges, 1.307 eren l'habitatge principal de la família, 2 eren segones residències i 46 estaven desocupats. 1.256 eren cases i 97 eren apartaments. Dels 1.307 habitatges principals, 859 estaven ocupats pels seus propietaris, 428 estaven llogats i ocupats pels llogaters i 21 estaven cedits a títol gratuït; 4 tenien una cambra, 28 en tenien dues, 115 en tenien tres, 334 en tenien quatre i 826 en tenien cinc o més. 980 habitatges disposaven pel capbaix d'una plaça de pàrquing. A 659 habitatges hi havia un automòbil i a 451 n'hi havia dos o més.

### Piràmide de població
La piràmide de població per edats i sexe el 2009 era:
| Homes | Edats   | Dones |
| ----- | ------- | ----- |
| 0     | 95 o +  | 0     |
| 0     | 90 a 94 | 4     |
| 12    | 85 a 89 | 28    |
| 16    | 80 a 84 | 16    |
| 36    | 75 a 79 | 68    |
| 48    | 70 a 74 | 68    |
| 80    | 65 a 69 | 88    |
| 48    | 60 a 64 | 76    |
| 52    | 55 a 59 | 40    |
| 112   | 50 a 54 | 136   |
| 160   | 45 a 49 | 132   |
| 160   | 40 a 44 | 136   |
| 112   | 35 a 39 | 144   |
| 144   | 30 a 34 | 128   |
| 148   | 25 a 29 | 124   |
| 128   | 20 a 24 | 76    |
| 120   | 15 a 19 | 148   |
| 112   | 10 a 14 | 124   |
| 132   | 5 a 9   | 124   |
| 88    | 0 a 4   | 76    |

## Economia
El 2007 la població en edat de treballar era de 2.181 persones, 1.502 eren actives i 679 eren inactives. De les 1.502 persones actives 1.294 estaven ocupades (775 homes i 519 dones) i 209 estaven aturades (92 homes i 117 dones). De les 679 persones inactives 165 estaven jubilades, 241 estaven estudiant i 273 estaven classificades com a «altres inactius».

### Ingressos
El 2009 a Wizernes hi havia 1.288 unitats fiscals que integraven 3.337,5 persones, la mediana anual d'ingressos fiscals per persona era de 15.680 €.

### Activitats econòmiques
Dels 109 establiments que hi havia el 2007, 2 eren d'empreses extractives, 2 d'empreses alimentàries, 7 d'empreses de fabricació d'altres productes industrials, 14 d'empreses de construcció, 18 d'empreses de comerç i reparació d'automòbils, 11 d'empreses de transport, 8 d'empreses d'hostatgeria i restauració, 3 d'empreses financeres, 2 d'empreses immobiliàries, 10 d'empreses de serveis, 23 d'entitats de l'administració pública i 9 d'empreses classificades com a «altres activitats de serveis».
Dels 34 establiments de servei als particulars que hi havia el 2009, 1 era una oficina de correu, 2 oficines bancàries, 3 tallers de reparació d'automòbils i de material agrícola, 2 autoescoles, 3 paletes, 2 fusteries, 4 lampisteries, 2 electricistes, 1 empresa de construcció, 6 perruqueries, 2 veterinaris, 3 restaurants, 1 agència immobiliària i 2 salons de bellesa.
Dels 10 establiments comercials que hi havia el 2009, 2 eren supermercats, 2 botigues de més de 120 m², 2 fleques, 2 carnisseries i 2 floristeries.
L'any 2000 a Wizernes hi havia 11 explotacions agrícoles que ocupaven un total de 384 hectàrees.

## Equipaments sanitaris i escolars
El 2009 hi havia 2 farmàcies i 2 ambulàncies.
El 2009 hi havia 1 escola maternal i 1 escola elemental. Wizernes disposava d'un col·legi d'educació secundària amb 532 alumnes.

## Poblacions més properes
El següent diagrama mostra les poblacions més properes.